# Secció de bàsquet del Futbol Club Barcelona Plantilla 2019-2020
La Plantilla de bàsquet del Futbol Club Barcelona, era formada pels següents jugadors:
Nota: Hi ha jugadors que poden tenir més d'una nacionalitat.
- Altres membres del cos tècnic:
  -  Toni Caparrós (preparador físic)
  -  Dr. Gil Rodas (metge)
  -  Xavier Montolio (delegat)
  -  Toni Bové (fisioterapeuta)
  -  Eduard Torrent (massatgista)